# Maneater (песня Нелли Фуртадо)
«Maneater» (с англ. — «Пожирательница мужчин») — песня канадской певицы Нелли Фуртадо. Она была написана Фуртадо, Джимом Бинзом и её продюсерами Тимбалэндом и Danja для её третьего студийного альбома Loose (2006). Выпущенная в качестве третьего сингла альбома 26 мая 2006 года лейблами Geffen Records и Mosley Music Group, она стала мировым хитом. Музыкальный стиль и продакшн песни были вдохновлены одноимённой песней группы Hall & Oates и другой музыкой 1980-х годов.
Песня получила положительные отзывы от музыкальных критиков, большинство из которых сравнивали её с песнями Мадонны и Depeche Mode 1980-х годов. За пределами Северной Америки песня «Maneater» стала одним из самых популярных синглов Фуртадо, возглавив чарты в Великобритании и попав в первую десятку чартов в Европе и Австралии. Песня стала клубным хитом в Северной Америке, но в коммерческом плане оказалась менее успешной, чем лид-сингл «Promiscuous».
Сопровождающее песню музыкальное видео было снято американским режиссёром Энтони Мэндлером в Лос-Анджелесе. В США премьера клипа состоялась на Yahoo! Music 6 сентября 2006 года, а 8 сентября он был показан в программе MTV Total Request Liv. Песня была включена в сетлист третьего тура Фуртадо Get Loose Tour.

## История
«Maneater» была одной из первых песен, над которыми Фуртадо и Тимбалэнд работали в студии звукозаписи Hit Factory Criteria в Майами. Фуртадо описала эту песню как аналог того, как она включила «творческую энергию» Тимбаланда и его продюсерской команды Loose. При создании альбома Фуртадо и Тимбаланд находились под влиянием творчества музыкантов 1980-х годов, таких как Talking Heads, Blondie, Мадонна, the Police и Eurythmics. Окончательная работа над треком была отложена после того, как в студии загорелся динамик. Фуртадо также подтвердила, что во время записи трека в студии был пожар, и рассказала, что это невероятно напугало ее. Она боялась, что что-то в звучании музыки вызвало пламя, и некоторое время была слишком напугана, чтобы работать над треком. Фуртадо также сказала: «На самом деле мы боялись ритма. Нам казалось, что в нём сидит дьявол или что-то в этом роде. Мы отложили его на несколько недель, пока не набрались смелости сыграть его снова. Это было опасно для жизни! Кто-то чуть не получил ожоги первой степени».

## Видеоклип
Режиссёром официального клипа выступил Энтони Мэндлер. В клипе в качестве танцора снялся бывший участник конкурса So You Think You Can Dance Джамиль МакГи. Фуртадо пришлось запланировать дополнительные тренировки для своих танцев в клипе.
Клип не имеет содержательного сюжета и, по просьбе Фуртадо, сосредоточен на одновременном воспевании и пародировании «клише о людоедах». Он начинается с того, что Фуртадо ищет своего сбежавшего дога Тоби ночью в кажущемся пустынным промышленном районе неназванного города. Она следует за собакой в подвал тёмного полуразрушенного здания, где сталкивается с молчаливой толпой людей в центре того, что MTV News описывает как «вечеринку в стиле Бойцовского клуба». Фуртадо занимает место в центре толпы и, когда зарождается первый ритм песни, начинает танцевать с «чувством несдержанности», по словам Фуртадо. Это служит катализатором для танцевальной вечеринки, которая продолжается в течение всей песни. Ближе к концу видео Фуртадо перебирается на крышу здания и танцует перед восходящим солнцем. В конце концов, она покидает вечеринку на рассвете, обнаружив свою собаку, сидящую на лестничной площадке возле выхода. «Мне нравится ходить по опасной стороне жизни», — сказала Фуртадо о съёмках клипа.

## Отзывы
«Maneater» заслужил признание музыкальных критиков. Роб Шеффилд из Rolling Stone заявил, что хотя песня и не является кавером одноимённой песни группы Hall & Oates, она «достаточно сильно бьёт в цель, чтобы считаться сиквелом, а это уже высокая оценка». Рецензент AllMusic Стивен Томас Эрлевайн назвал «Maneater» изюминкой перевоплощения Фуртадо, но считает, что сколько бы Фуртадо ни пела о сексе, она не звучит сексуально и не «генерирует много плотского тепла».
Рецензия IGN сочла песню слишком похожей на британскую певицу M.I.A.: «вопиющая попытка нажиться на [M.I.A.], которая в конечном итоге приводит к тому, что трек рассыпается». Позднее песня была признана двадцатым лучшим синглом 2006 года по результатам опроса «Pazz & Jop» американской газеты The Village Voice.

## Награды и номинации
«Maneater» была номинирована на премию MTV Europe Music Awards 2006 года за лучшую песню. Она также была удостоена премии NRJ Music Awards 2007 года за лучшую международную песню.

## Список композиций
| US 12-inch vinyl 1. «Maneater» (radio edit) — 3:17 2. «Maneater» (album version) — 4:19 3. «Maneater» (instrumental) — 4:19 UK CD maxi-single 1. «Maneater» (radio edit) — 3:17 2. «Undercover» — 3:56 3. «Maneater» (Waata House Mix) при участии Alozade — 4:26 UK 12-inch vinyl 1. «Maneater» (radio edit) 2. «Maneater» (Waata House mix) при участии Alozade 3. «Maneater» (a cappella) 4. «Maneater» (instrumental) | European 2-track CD single 1. «Maneater» (radio edit) — 3:17 2. «Undercover» — 3:56 European CD maxi-single 1. «Maneater» (radio edit) — 3:17 2. «Undercover» — 3:56 3. «Maneater» (Waata House mix) при участии Alozade — 4:26 4. «Maneater» (video) Australian CD maxi-single 1. «Maneater» (radio edit) — 3:17 2. «Crazy» (Radio 1 Live Lounge Session) — 3:24 3. «Maneater» (Josh Desi remix) — 4:27 4. «Maneater» (video) |

## Чарты

### Еженедельные чарты
| Чарт (2006)                            | Высшая позиция |
| -------------------------------------- | -------------- |
| Австралия (ARIA)                       | 3              |
| Австралия (ARIA Urban)                 | 1              |
| Австрия (Ö3 Austria Top 40)            | 3              |
| Бельгия/Фландрия (Ultratop 50)         | 4              |
| Бельгия/Валлония (Ultratop 50)         | 10             |
| Канада (Nielsen SoundScan)             | 2              |
| Канада (Billboard Canadian Hot 100)    | 60             |
| Канада (Billboard CHR/Top 40)          | 1              |
| Канада (Billboard Hot AC)              | 7              |
| СНГ (TopHit)                           | 37             |
| Хорватия (HRT)                         | 2              |
| Чехия (Rádio — Top 100)                | 1              |
| Дания (Tracklisten)                    | 3              |
| Европа (Eurochart Hot 100)             | 2              |
| Финляндия (Suomen virallinen lista)    | 7              |
| Франция (SNEP)                         | 14             |
| Германия (GfK)                         | 4              |
| Венгрия (Rádiós Top 40)                | 4              |
| Венгрия (Single Top 40)                | 5              |
| Ирландия (IRMA)                        | 2              |
| Италия (FIMI)                          | 10             |
| Нидерланды (Dutch Top 40)              | 10             |
| Нидерланды (Single Top 100)            | 11             |
| Новая Зеландия (Recorded Music NZ)     | 2              |
| Норвегия (VG-lista)                    | 3              |
| Шотландия (OCC Scotland)               | 3              |
| Словакия (Rádio — Top 100)             | 2              |
| Швеция (Sverigetopplistan)             | 10             |
| Швейцария (Schweizer Hitparade)        | 3              |
| Великобритания (OCC UK Singles)        | 1              |
| США (Billboard Hot 100)                | 16             |
| США (Billboard Dance Club Songs)       | 1              |
| США (Billboard Dance/Mix Show Airplay) | 1              |
| США (Billboard Pop Airplay)            | 24             |

## Сертификации
| Регион | Сертификация  | Продажи   |
| --- | ------------- | --------- |
| Австралия (ARIA) | Золотой       | 35 000^   |
| Бельгия (BEA) | Золотой       | 25 000*   |
| Бразилия (ABPD) | Платиновый    | 60 000    |
| Канада (Music Canada) | 2× Платиновый | 160 000   |
| Дания (IFPI Danmark) | Платиновый    | 8000^     |
| Германия (BVMI) | Платиновый    | 300 000   |
| Италия (FIMI) | Золотой       | 50 000    |
| Мексика (AMPROFON) | Платиновый    | 60 000    |
| Швеция (GLF) | Платиновый    | 20 000^   |
| Швейцария (IFPI Switzerland) | Золотой       | 15 000^   |
| Великобритания (BPI) | 2× Платиновый | 1 200 000 |
| США (RIAA) | 2× Платиновый | 2 000 000 |
| * Данные о продажах приведены только на основе сертификации. · ^ Данные о тиражах приведены только на основе сертификации. · Данные о продажах + прослушиваниях приведены только на основе сертификации. |               |           |